# مقاله‌هایی در باب علم اقتصاد اثباتی

ویرایش نخست (ناشر. نشر دانشگاه شیکاگو

کتاب مقاله‌هایی در باب علم اقتصاد اثباتی کتابی از میلتون فریدمن (۱۹۵۳) است. این کتاب در واقع مجموعه‌ای از مقاله‌های اولیهٔ این مؤلف است که پیرامون مقالهٔ بنیادی خود به نام «روش‌شناسی علم اقتصاد اثباتی» نوشته است.